# روضات‌الجنات فی اوصاف مدینه هرات
روضات‌الجنات فی اوصاف مدینة هرات کتابی دربارهٔ شهر هرات از معین‌الدین محمد اسفزاری است. مؤلف کتاب را در سال ۹-۸۹۷ قمری تألیف کرده و به سلطان حسین بایقرا تقدیم کرده‌است. این کتاب که تاریخی از شهر هرات است وقایع را تا سال ۸۷۵ هـ.ق. ذکر کرده‌است.
این کتاب دنباله تاریخ نامه هرات اثر  سیفی هروی که وقایع هرات را در (۷۲۱-۶۱۸ ه ق) توصیف کرده، به شمار می‌رود. این کتاب تاریخ هرات را تاسال ۸۷۵ ه ق در بر دارد و در ۲۶ روضه فصل بندی شده‌است و در آن اطلاعاتی است که در منابع دیگر نیامده است. 
گرچه بیشتر مطالب آن تکرار گفته‌های مورخین معاصر پیشین از جمله ابواسحق احمد بن یاسین، شیخ عبد الرحمن نامی، سیفی هروی و ربیعی پوشنگی است، اما بخش آخر کتاب منحصر به دیده‌ها و شنیده‌های مورخ است و روش نگارش کتاب نیز یکی از بهترین و روانترین نمونه‌های نثر فارسی درقرن نهم می‌باشد . مطالب کتاب شامل ۲۶ روضه یا فصل است که روضه‌های هفتم تا دهم دربارهٔ اخبار ملوک آل کرت و ذکر بلاد و ابنیه و مزارات و عمران خراسان و هرات در عهد تیموری است . کتاب مزبوز تاریخ هرات را زمان تصرف آنجا توسط سلطان حسین بایقرا در بر دارد. همچنین اطلاعات جالبی درباره رجال خراسان و هرات درضمن مطالب کتاب آمده است.
این کتاب را محمد اسحاق در دانشگاه کلکته تصحیح کرد که با کمک دولت ایران در سال ۱۳۴۰ شمسی چاپ شد و جدا از آن در سال‌های ۹-۱۳۳۸ به تصحیح محمدکاظم امام نیز منتشر شد.